# Mocassin
Pour les articles homonymes, voir Mocassin (homonymie).

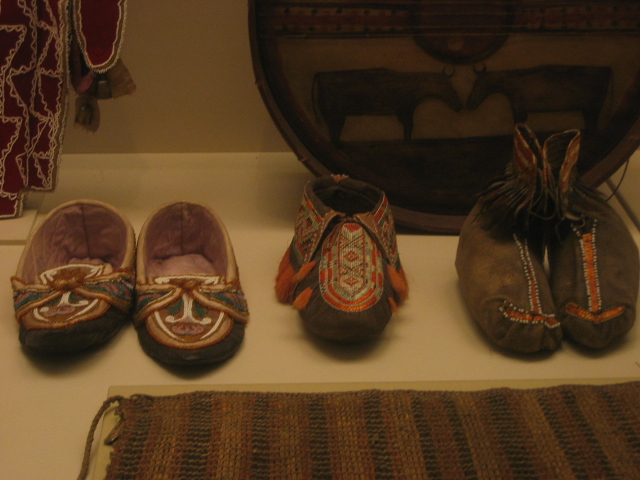
Mocassins amérindiens, Amérique du Nord (British Museum).

Le mocassin est une chaussure basse, souple, légère, avec ou sans lacet, fait de peau ou de cuir.

## Étymologie
Le moccasin dérive d'un mot algonquien. De l'algonquin makasin ou mockasin, de l'innu-aimun moukassin, du sauteux makasin, du narrangaset mocussin, du powhatan mohkisson ou mokussin, à l'ojibwé makizin, ou au micmac mksɨn, et du mot proto-algonquien maxkeseni (chaussure),.

## Histoire

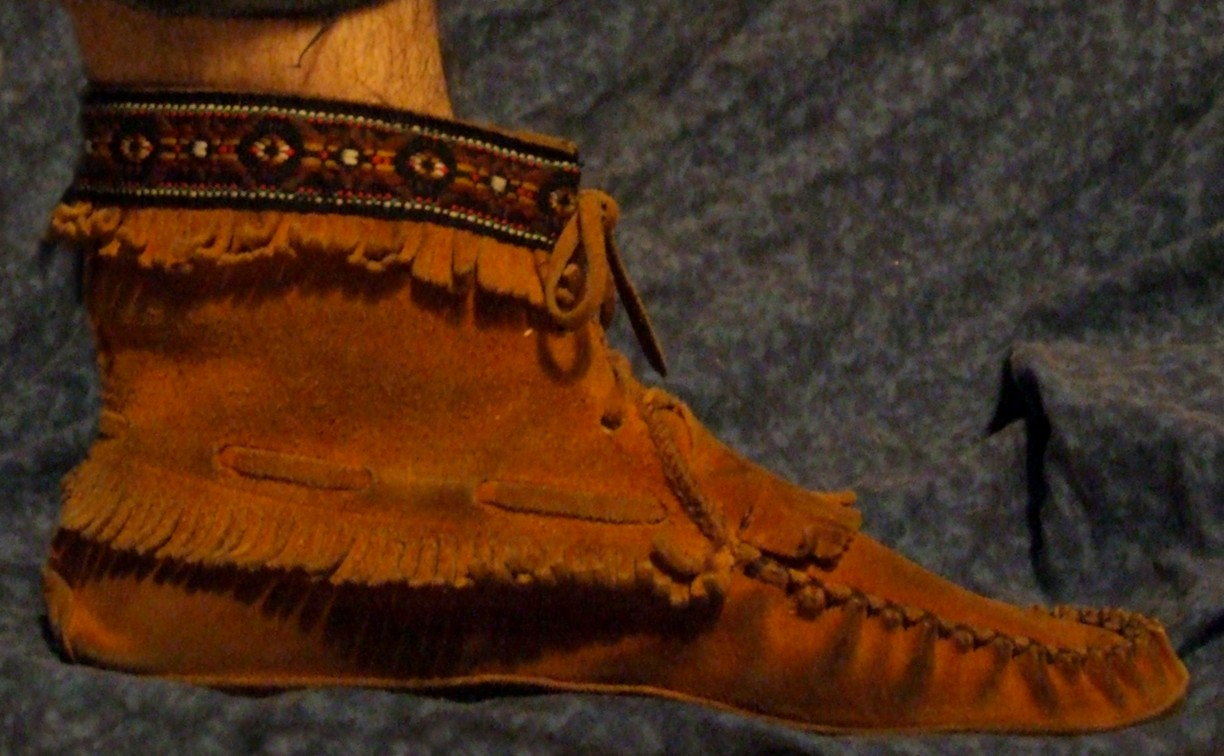
Mocassin amérindien.

Le mot arrive en France au début du XVIIe siècle sous la forme mekezen via le Québec, de l'algonquin (dialecte canadien) makizin. Le terme reste, à cette époque, peu utilisé mais revient à la mode au cours du XIXe siècle grâce à l'anglais moccasin.
Des peintures rupestres, datant de 12 à 15 000 ans, montrent un homme et une femme en bottes.[réf. nécessaire]
Le plus vieux mocassin, qui est également la première chaussure connue trouvée à ce jour[Quand ?], date de 5 500 ans et a été trouvé dans une caverne de la région de Vayots Dzor, en Arménie, pas très loin de la frontière avec l'Iran et la Turquie.
Le mocassin est un soulier à semelle souple, fait de peau tannée à la manière amérindienne. Il y a autant de styles de mocassins, tant en considérant le patron lui-même que les ornements qu'on y trouve, qu'il y a de peuples nord-amérindiens qui en fabriquaient. Dans le modèle le plus connu, la semelle est ramenée sur les côtés et au-dessus des orteils, où elle est jointe, par une couture puckered seam, à une pièce en forme de U sur le dessus du pied.
De nos jours, un mocassin désigne plus largement une chaussure de ville plate en cuir souple et sans attache.
Le loafer, ou penny loafer, désigne un mocassin dépourvu de boucles (« pampilles ») ou de laçages, mais avec un plastron sur le cou-de-pied.